# Edgar Buckingham
Edgar Buckingham (Filadelfia, 8 luglio 1867 – Washington, 29 aprile 1940) è stato un fisico, matematico e chimico statunitense.
Si è laureato in fisica ad Harvard nel 1887. Continuò gli studi presso l'università di Strasburgo e quella di Lipsia dove ebbe come professore il chimico Premio Nobel Wilhelm Ostwald.
Ottenne il PhD a Lipsia nel 1893.
Ha lavorato presso il USDA Bureau of Soils dal 1902 al 1906 come fisico del suolo.
Durante gli anni 1906-1937 ha lavorato presso il (USgo) National Bureau of Standards (attualmente National Institute of Standards and Technology, o NIST).
I suoi campi di applicazione hanno riguardato la fisica del suolo, le proprietà dei gas, l'acustica, la fluidodinamica e la radiazione del corpo nero.
A lui si deve il Teorema di Buckingham detto anche teorema del pi greco.